# سبيكة النيوبيوم والجرمانيوم
سبيكة النيوبيوم والجرمانيوم هي سبيكة مكونة من عنصري النيوبيوم والجرمانيوم. تتكون هذه السبيكة من مركب بين فلزي ذي النمط البنيوي A3B التابع لبنية أطوار A15 على الشكل Nb3Ge. اكتشفت هذه السبيكة أول مرة في سنة 1973.
تصنف هذه السبيكة ضمن الموصلات الفائقة، وتبلغ درجة الحرارة الحرجة (الانتقالية) مقدار 23.2 كلفن؛ وهي تدخل في تركيب المغانط فائقة الموصلية، فعند درجة حرارة 4.2 كلفن، يمكن أن تصل شدة الحقل المغناطيسي إلى 37 تسلا.